# 席桥镇
席桥镇，是中华人民共和国江苏省淮安市淮安区下辖的一个乡镇级行政单位。2018年7月撤消，并入山阳街道。

## 行政区划
席桥镇下辖以下地区：
席桥社区、黄桥村、浦马村、三里村、张蔡村、丁朱村、王口村、朱黄村、谢荡村和稻麦园种场村。